# ブラック・ケトル

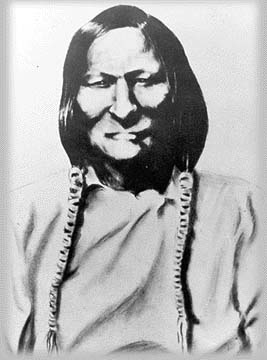
シャイアン族のモケタヴァト（ブラックケトル）酋長

ブラック・ケトル（Black Kettle、Mo'ôhtavetoo'o、1813年 - 1868年11月26日）は、アメリカインディアン・シャイアン族のウタパイ・バンドの酋長（チーフ）。

## 人物
本名のモケタヴァト（Mo'ôhtavetoo'o）は「黒い薬缶」というような意味なので、「ブラックケトル」と英訳名がついた。ブラックケトルは、シャイアン族の非常に慎重で温厚な酋長で、白人との対立を望まず、和平を結びたがった老賢者だった。
アメリカ・インディアンの社会は、完全合議制民主主義であり、「首長」や「族長」のような権力者は存在しない。アメリカ合衆国側が「指導者」だと思っている「酋長」（チーフ）は、実際には「調停者」であって、「部族を率いる」ような権限は持っていない。インディアンはすべてを合議で決定するのであって、個人の意思で部族が方針を決定するというような社会システムではない。しかし西部開拓史において合衆国側はインディアンの「酋長」を「指導者」と誤認し、条約や署名等によって部族全体を従わせようと画策し続けた。
ブラック・ケトルたちウタパイ・バンドは1851年のララミー砦条約で合衆国がウタパイ・バンドに対して「シャイアン族の領土である」と保証した、西カンザスから東コロラドの土地で、バッファローを追って暮らしていた。シャイアン族を妻に持ち、彼らの野営近くにインディアン相手の交易所ベント砦を開いていた、白人交易業者のウィリアム・ベントとは特に友好が深かった。

## サンドクリークの虐殺

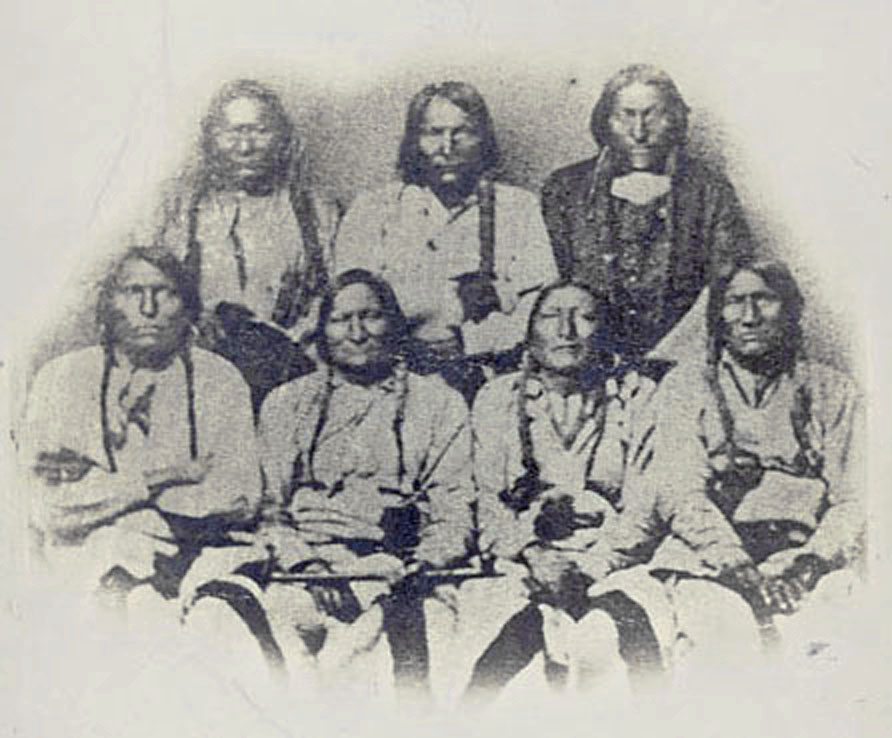
9月28日、デンバーでの和平会談に出席したブラックケトルたち

1864年9月28日、コロラド準州デンバーにある米軍のウェルド基地で、周辺のシャイアン族やカイオワ族、アラパホー族インディアンの酋長と、コロラド準州のジョン・エバンズ知事、ジョン・チヴィントン大佐ら、同地の白人高官との和平会談が開かれた。
酋長たちは一台の馬車でデンバーの町にやって来た。周辺では苛烈なインディアンと白人の殺し合いが続いていたが、デンバーの白人たちの何人かは家の外まで出てきて彼らを出迎えた。ブラック・ケトルはホワイトアンテロープ、ラーンベアー、リトルウルフ、トールベアーの4酋長と同席した。
和平協議では、インディアンによる襲撃について白人側から抗議が出され、シャイアン族の酋長の一人ブラック・ケトルは白人たちに対し「自分は心から白人との平和を願っているし、血気にはやる若い戦士たちを抑えられなかったことは残念に思う。今後そういうことのないよう、出来るだけ努力する」と答えた。調停者に過ぎないブラック・ケトルにこれ以上の約束は不可能だった。
彼ら酋長たちは、彼らのバンド（集団）を説得して、実際に以後アーカンソー川沿いの米軍のライアン基地近くへ異動させた。駐屯地の白人指揮官らは彼らに食糧を与え、「どこか遠くの狩りで暮らせる場所へ移れ」と命令した。ブラック・ケトルの属するシャイアン族の集団は、サンドクリークの湾曲する流れのそばにティーピーを建て、野営を築いた。ブラックケトルとホワイトアンテロープらは彼らの部族員と協議を行った。交戦派の意見が優勢だったが、一部は和平派のブラック・ケトルに賛同し、この和平派の野営に残った。 
1864年11月28日、米軍のジョン・チヴィントン大佐は協定を破り、第三連隊700人を率いてブラックケトル達のティーピー野営地を襲撃し、逃げまどう女、子供を含む無抵抗のウタパイ・バンドを大量虐殺した（サンドクリークの虐殺）。ブラック・ケトルは妻とともに、何とかこの虐殺から生き延びることが出来た。

## メディシンロッジ条約
1867年、それでも和平の望みを捨てなかったブラック・ケトルは、「メディシンロッジ条約」に調印する。「メディシンロッジ条約」は、現在のカンザス州のバーバー郡、メディシンロッジでカイオワ族、コマンチ族、カイオワ・アパッチ族、シャイアン族、アラパホー族ら平原インディアン部族と結んだ条約で、先ず10月21日にカイオワ族、コマンチ族と、次に10月28日にカイオワ・アパッチ族と、さらに同日にシャイアン族、アラパホー族とそれぞれ結んだもの。この条約で、インディアンの保留地が細かく決められた。
この条約における「署名」とは、文字を持たないインディアンに「×印」を書かせる、というものである。前述の通りアメリカ・インディアンの酋長は「集団の調停者」であって「代表者・指導者」ではないためブラック・ケトルに部族へと命令するような権威は無く、あくまで和平を望む彼の努力義務に過ぎなかった。そのためウタパイ・バンドにおける他の部族民は必ずしもブラック・ケトルの意思に従う義務を持たず、また強硬路線を貫く抗戦派の戦士達に対して平和主義を訴える彼の影響力は既に低下していた。しかしアメリカ・インディアンの文化を理解しない合衆国側はシャイアン族達の終わらない抵抗を「指導者であるブラック・ケトルの怠慢」と誤認した。

## ワシタ川の虐殺
1868年11月26日の夜明け頃、現在のオクラホマ州シャイアンの2マイル西にあるワシタ川の川岸で、他のシャイアン族から若干離れた場所に野営していたブラック・ケトル達は、ジョージ・アームストロング・カスター中佐指揮下の第7騎兵隊によって不意打ちの襲撃を受ける（ウォシタ川の戦い）。
この時、彼のティピーには白旗が掲げられていた。彼は必死に「友達だ！ 友達だ！」と叫んだが無視され、妻と共に銃撃され死亡した。この虐殺におけるインディアン側の死傷者数は証言が錯綜しており正確な人数は分かっていないものの、女性や子供など非戦闘員を含む多数の犠牲者が出たとされる。これらの一件は当時の合衆国軍や和平委員会からも「居留地へ向かう途中の平和的なインディアンの一団に対する無差別攻撃に過ぎなかった」という結論が出されるなど、以後の批判と論争を巻き起こした。